# Peter Enckelman
Peter Enckelman est un footballeur finlandais né le 10 mars 1977 à Turku. Il évolue au poste de gardien de but.

## Palmarès
Aston Villa
- Coupe Intertoto
  - Vainqueur (1) : 2001

 Cardiff City
- Coupe d'Angleterre
  - Finaliste : 2008